# (54) Alexandra
(54) Alexandra ist ein Asteroid des mittleren Hauptgürtels, der am 10. September 1858 vom deutsch-französischen Astronomen Hermann Mayer Salomon Goldschmidt in Paris entdeckt wurde.
Der Asteroid wurde benannt zu Ehren von Alexander von Humboldt (1769–1859), dem berühmten Naturforscher und Entdecker Südamerikas, Mexikos und Sibiriens. Die Benennung erfolgte durch François Napoléon Marie Moigno. Die Abweichung in der Namensgebung von der mythologischen Kategorie wurde wahrscheinlich wegen Alexandra, der Tochter des Priamos und der Hekabe, zugelassen, obwohl die Absicht des Entdeckers klar war.

## Wissenschaftliche Auswertung
Mit Daten radiometrischer Beobachtungen im Infraroten am Cerro Tololo Inter-American Observatory in Chile von 1974 und am Mauna-Kea-Observatorium auf Hawaiʻi vom August 1974 wurden für (54) Alexandra erstmals Werte für den Durchmesser und die Albedo von 172 und 176 km bzw. 0,03 bestimmt. Aus Ergebnissen der IRAS Minor Planet Survey (IMPS) wurden 1992 Angaben zu Durchmesser und Albedo für zahlreiche Asteroiden abgeleitet, darunter auch (54) Alexandra, für die damals Werte von 165,8 km bzw. 0,06 erhalten wurden. Radarastronomische Untersuchungen am Arecibo-Observatorium vom 5. bis 12. Oktober 2001 bei 2,38 GHz ergaben einen effektiven Durchmesser von 165 ± 19 km. Mit hochaufgelösten Aufnahmen mit dem Adaptive Optics (AO)-System am Teleskop II des Keck-Observatoriums auf Hawaiʻi im Infraroten vom 28. Juni und 29. November 2010 konnte ein äquivalenter Durchmesser von 128 ± 11 km abgeleitet werden. Eine Auswertung von Beobachtungen durch das Projekt NEOWISE im nahen Infrarot führte 2011 zu vorläufigen Werten für den Durchmesser und die Albedo im sichtbaren Bereich von 142,0 km bzw. 0,05. Nach neuen Messungen mit NEOWISE wurden die Werte 2012 auf 160,1 km bzw. 0,06 korrigiert. Nach der Reaktivierung von NEOWISE im Jahr 2013 und Registrierung neuer Daten wurden die Werte 2016 angegeben mit 127,4 km bzw. 0,06, diese Angaben beinhalten aber hohe Unsicherheiten. Aus einer Auswertung von zwei Sternbedeckungen durch den Asteroiden konnte in einer Untersuchung von 2020 ein Durchmesser von 140,5 ± 1,5 km bestimmt werden.
Photometrische Beobachtungen des Asteroiden erfolgten erstmals am 8. und 9. Juli 1965 an der Southern Station der Sternwarte Leiden in Südafrika. Aus der aufgezeichneten Lichtkurve konnte eine Rotationsperiode von 7,04 h abgeleitet werden. Bei einer Beobachtung am 1. September 1983 am Leopold-Figl-Observatorium in Österreich konnte nur eine unvollständige Lichtkurve aufgezeichnet werden, die aber zu dieser Rotationsperiode zu passen schien, und auch neue Messungen am 4. und 5. September 1983 am Osservatorio Astronomico di Torino in Italien konnten diese Periode bestätigen.
Auf der Grundlage von eigenen Beobachtungen vom 28. Mai bis 1. Juni 1987 am Felix-Aguilar-Observatorium in Argentinien in Verbindung mit den früheren Messdaten wurde eine Bestimmung von zwei alternativen Positionen der Rotationsachse mit verschiedenen Methoden unternommen. Der Drehsinn konnte dabei aber nicht abgeleitet werden. Nach weiteren Beobachtungen vom 24. August bis 4. September 1992 am Roque-de-los-Muchachos-Observatorium auf La Palma konnte der Wert der Rotationsperiode noch verbessert werden zu 7,024 h. Aus den Daten dieser und der früheren Messungen erfolgte auch eine Bestimmung von zwei alternativen Lösungen für die Position der Rotationsachse mit einer prograden Rotation.

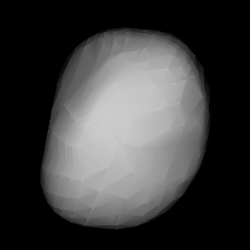
Berechnetes 3D-Modell von (54) Alexandra

Aus den archivierten Lichtkurven und neuen photometrischen Beobachtungen am 15. Dezember 2006 am Slope Rock Observatory und am 21. Januar 2007 am Taurus Hill Observatory, beide in Finnland, wurde in einer Untersuchung von 2008 ein dreidimensionales Gestaltmodell und mehrere Lösungen für die Rotationsachse, eine mit prograder und zwei mit retrograder Rotation, bestimmt. Für die Rotationsperiode ergab sich ein Wert von 7,023 h. Bei einer Beobachtung vom 17. bis 26. Januar 2008 am Palmer Divide Observatory/Space Science Institute in Colorado wurde eine Rotationsperiode von 7,028 h bestimmt. In Verbindung mit den Daten einer weiteren Beobachtung vom 27. Dezember 2007 bis 20. Januar 2008 am Evelyn L. Egan Observatory der Florida Gulf Coast University sowie den archivierten Daten von 1965 bis 1992 aus dem Uppsala Asteroid Photometry Catalog (UAPC) wurden neue Gestaltmodelle des Asteroiden für zwei alternative Positionen der Rotationsachse mit prograder Rotation und einer Periode von 7,02265 h bestimmt. Zur Unterstützung der Gestaltmodellierung des Asteroiden wurden auch vom 28. März bis 7. Mai 2009 weitere Beobachtungen am Hunters Hill Observatory in Australien durchgeführt, die zu einer Rotationsperiode von 7,0227 h führten.
Durch die Auswertung von 11 Beobachtungen einer Sternbedeckung durch den Asteroiden am 17. Mai 2005 konnte in einer Untersuchung von 2011 gezeigt werden, dass eines der am Palmer Divide Observatory berechneten Gestaltmodelle besser zu den Beobachtungsdaten passt, das andere konnte aber nicht gänzlich verworfen werden. Für das bevorzugte Modell wurde ein mittlerer Durchmesser von 142 ± 9 km bestimmt. Die Auswertung von 38 vorliegenden Lichtkurven und zusätzlichen Daten der Lowell Photometric Database ermöglichte dann in einer Untersuchung von 2016 die Überarbeitung des Gestaltmodells für den Asteroiden für eine Position der Rotationsachse mit prograder Rotation (die 2011 weniger präferierte) und einer Periode von 7,02264 h.
Mit dem neuen Algorithmus All-Data Asteroid Modeling (ADAM) wurde dann 2017 ein Gestaltmodell erstellt, das alle verfügbaren photometrischen, photographischen und sternbedeckungsbasierten Daten in Verbindung mit hochaufgelösten Infrarot-Aufnahmen des Keck-II-Teleskops auf Hawaiʻi vom Juni und November 2010 (siehe oben) reproduziert. Für die Rotationsachse wurde eine verbesserte Position bestimmt und die Rotationsperiode zu 7,02264 h berechnet. Für die Größe wurde ein volumenäquivalenter Durchmesser von 143 ± 5 km abgeleitet. Vom 25. Januar bis 2. Februar 2022 erfolgte durch photometrische Beobachtungen einer Beobachtergruppe aus Spanien noch eine Bestimmung der Rotationsperiode zu 7,026 h.
Zwischen 2012 und 2018 wurden mit der All-Sky Automated Survey for Supernovae (ASAS-SN) auch photometrische Daten von 20.000 Asteroiden aufgezeichnet. Auf mehr als 5000 davon konnte erfolgreich die Methode der konvexen Inversion angewendet werden, darunter auch (54) Alexandra, für die in einer Untersuchung von 2021 ein verbessertes dreidimensionales Gestaltmodell für zwei alternative Rotationsachsen mit prograder Rotation und einer Periode von 7,02266 h berechnet wurde.
Aus archivierten Daten des Asteroid Terrestrial-impact Last Alert System (ATLAS) aus dem Zeitraum 2015 bis 2018 konnte in einer Untersuchung von 2022 mit der Methode der konvexen Inversion eine Rotationsperiode von 7,02265 h berechnet werden. Im Jahr 2023 wurde aus photometrischen Messungen von Gaia DR3 erneut ein dreidimensionales Gestaltmodell des Asteroiden für eine Rotationsachse mit prograder Rotation und einer Periode von 7,0234 h berechnet.
Abschätzungen von Masse und Dichte für den Asteroiden (54) Alexandra aufgrund von gravitativen Beeinflussungen auf Testkörper ergaben in einer Untersuchung von 2012 eine Masse von etwa 6,16·1018 kg, was mit einem angenommenen Durchmesser von etwa 150 km zu einer Dichte von 3,50 g/cm³ führte bei keiner Porosität. Diese Werte besitzen eine hohe Unsicherheit im Bereich von ±60 %.